# Tour de France 2016/5. Etappe
Die 5. Etappe der Tour de France 2016 wurde am 6. Juli 2016 ausgetragen. Es war die erste Etappe der Tour 2016 mit anspruchsvolleren Bergüberfahrten und die Rennfahrer begaben sich erstmals auf Höhen über 1000 Meter. Diese Etappe führte über 216 Kilometer von Limoges nach Le Lioran. Es gab eine Bergwertung der 4. Kategorie, drei Bergwertungen der 3. und zwei der 2. Kategorie sowie einen Zwischensprint in Mauriac nach 144,5 Kilometern.

## Rennverlauf
Eine erste Spitzengruppe konnte sich nicht absetzen, sodass das Peloton geschlossen die Kategorie-4-Bergwertung an der Côte de Saint-Léonard-de-Noblat fuhr. Dies eröffnete dem im Gepunkteten Trikot fahrenden Belgier Jasper Stuyven (TFS) die Möglichkeit, einen weiteren Bergpunkt zu erringen.
Auf Initiative von Andrij Hrywko (AST) bildete sich etwa zwanzig Kilometer nach dem Start eine neunköpfige Ausreißergruppe, die sich absetzen konnte und schnell einen Vorsprung herausfuhr. Vertreten waren Greg Van Avermaet (BMC), Thomas De Gendt (LTS), Andrij Hrywko (AST), Rafał Majka (TNK), Bartosz Huzarski (BOA), Cyril Gautier (ALM), Serge Pauwels (DDD), Romain Sicard (DEN) und Florian Vachon (FVC). Jedoch blieb diese Gruppe nicht lange zusammen, Van Avermaet, Hrywko und De Gendt attackierten und setzten sich zu dritt an die Rennspitze. Das Peloton ließ den Führenden unterdessen ungewöhnlich viel Vorsprung, zeitweise waren sie knapp 14 Minuten voraus, die restlichen sechs Verfolger lagen etwa zwei bis drei Minuten hinter der Spitze. Schließlich übernahm dann die Sky-Mannschaft die Führungsarbeit im Feld.
Während sich Thomas De Gendt die beiden Bergwertungen der dritten Kategorie sicherte sich damit die Führung in der Bergwertung sicherte, gewann Van Avermaet den Zwischensprint vor Hrywko. Selbst im Peloton wurde noch um die verbliebenen sechs Punkte gesprintet, diese gewann Bryan Coquard (DEN), dahinter Marcel Kittel (EQS) und Mark Cavendish (DDD).
Am Anstieg zum Col de Néronne begann dann auch das Movistar-Team, sich an der Nachführarbeit zu beteiligen. Zuerst fielen die reinen Sprinter aus dem Feld heraus, der Gesamtführende Peter Sagan (TNK) konnte sich noch vorn halten. Am Anstieg zum Pas de Peyrol (Puy Mary) verschärften die Movistar-Fahrer um Nairo Quintana das Tempo noch einmal deutlich, sodass einerseits der große Vorsprung der Ausreißer schnell schmolz und andererseits zahlreiche Fahrer abgehängt wurden. Neben Sagan konnte überraschend auch Vincenzo Nibali (AST) dem Tempo nicht mehr folgen und fiel weit zurück. Auch Rui Costa (LAM), Daniel Navarro (COF), Jarlinson Pantano (IAM), Mikel Landa (SKY), Brice Feillu (FVC) und Tom Dumoulin (TGA) verloren den Anschluss.
Aus der dreiköpfigen Spitzengruppe fiel dann Hrywko zurück. Das belgische Doppel setzte seine Flucht allein fort. Erster an der vierten Bergwertung des Tages war dann erneut Thomas De Gendt vor Greg Van Avermaet. Aus der Verfolgergruppe lösten sich Rafał Majka und Bartosz Huzarski, die übrigen vier Fahrer wurden nach und nach eingeholt.
Am vorletzten Anstieg attackierte Greg Van Avermaet und setzte sich von De Gendt ab. Er gewann die Bergwertung vor seinem Landsmann, Hrywko und Majka. Im auf die Favoriten und einige Helfer dezimierten Peloton blieben Attacken aus. Nur an der letzten Bergwertung versuchte Romain Bardet (ALM) eine Attacke, die aber von Movistar und Sky neutralisiert wurde. Alberto Contador (TNK) fiel auf den letzten Metern am Col de Font de Cère zurück und handelte sich einen erneuten Zeitrückstand ein.
An der Spitze konnte Greg Van Avermaet unterdessen seinen zweiten Tour-Etappensieg nach 2015 feiern. Gleichzeitig übernahm er das Gelbe Trikot vom zurückgefallenen Peter Sagan. Thomas De Gendt kam mit etwa 2:30 Minuten Rückstand ins Ziel, Majka kam kurz vor der Favoritengruppe, die von Joaquim Rodríguez (KAT) angeführt wurde, mit fünf Minuten Rückstand auf Van Avermaet an. Vincenzo Nibali, der im Mai noch den Giro gewonnen hatte, verlor über acht Minuten auf die anderen Favoriten.
Mit seinem Sieg erreichte Van Avermaet im Gesamtklassement einen Vorsprung von fünf Minuten auf den zweitplatzierten Julian Alaphilippe, der das Weiße Trikot verteidigen konnte. Die Führung in der Bergwertung übernahm Thomas De Gendt, der auch als kämpferischster Fahrer der Etappe ausgezeichnet wurde. In der Punktewertung blieb Peter Sagan knapp vor Mark Cavendish in Führung. Schnellstes Team nach der Etappe war das BMC Racing Team um Van Avermaet.

## Punktewertungen
| Zwischensprint in Mauriac nach 144,5 km auf 721 m |                        |                         |         |
| 1.                                                | Belgien                | Greg Van Avermaet (BMC) | 20 Pkt. |
| 2.                                                | Ukraine                | Andrij Hrywko (AST)     | 17 Pkt. |
| 3.                                                | Belgien                | Thomas De Gendt (LTS)   | 15 Pkt. |
| 4.                                                | Belgien                | Serge Pauwels (DDD)     | 13 Pkt. |
| 5.                                                | Frankreich             | Romain Sicard (DEN)     | 11 Pkt. |
| 6.                                                | Polen                  | Rafał Majka (TNK)       | 10 Pkt. |
| 7.                                                | Frankreich             | Cyril Gautier (ALM)     | 9 Pkt.  |
| 8.                                                | Frankreich             | Florian Vachon (FVC)    | 8 Pkt.  |
| 9.                                                | Polen                  | Bartosz Huzarski (BOA)  | 7 Pkt.  |
| 10.                                               | Frankreich             | Bryan Coquard (DEN)     | 6 Pkt.  |
| 11.                                               | Deutschland            | Marcel Kittel (EQS)     | 5 Pkt.  |
| 12.                                               | Vereinigtes Konigreich | Mark Cavendish (DDD)    | 4 Pkt.  |
| 13.                                               | Slowakei               | Peter Sagan (TNK)       | 3 Pkt.  |
| 14.                                               | Vereinigtes Konigreich | Mark Renshaw (DDD)      | 2 Pkt.  |
| 15.                                               | Italien                | Fabio Sabatini (EQS)    | 1 Pkt.  |

| Etappenziel in Le Lioran nach 216 km auf 1235 m |                        |                             |         |
| 1.                                              | Belgien                | Greg Van Avermaet (BMC)     | 30 Pkt. |
| 2.                                              | Belgien                | Thomas De Gendt (LTS)       | 25 Pkt. |
| 3.                                              | Polen                  | Rafał Majka (TNK)           | 22 Pkt. |
| 4.                                              | Spanien                | Joaquim Rodríguez (KAT)     | 19 Pkt. |
| 5.                                              | Irland                 | Daniel Martin (EQS)         | 17 Pkt. |
| 6.                                              | Polen                  | Bartosz Huzarski (BOA)      | 15 Pkt. |
| 7.                                              | Frankreich             | Julian Alaphilippe (EQS)    | 13 Pkt. |
| 8.                                              | Vereinigtes Konigreich | Adam Yates (OBE)            | 11 Pkt. |
| 9.                                              | Vereinigtes Konigreich | Chris Froome (SKY)          | 9 Pkt.  |
| 10.                                             | Vereinigte Staaten     | Tejay van Garderen (BMC)    | 7 Pkt.  |
| 11.                                             | Frankreich             | Pierre Rolland (CDT)        | 6 Pkt.  |
| 12.                                             | Australien             | Richie Porte (BMC)          | 5 Pkt.  |
| 13.                                             | Frankreich             | Romain Bardet (ALM)         | 4 Pkt.  |
| 14.                                             | Schweiz                | Sébastien Reichenbach (FDJ) | 3 Pkt.  |
| 15.                                             | Kolumbien              | Nairo Quintana (MOV)        | 2 Pkt.  |

## Bergwertungen
| Côte de Saint-Léonard-de-Noblat Kategorie 4 nach 16,5 km auf 356 m 1,7 km bei 5,2 % |         |                      |        |
| 1.                                                                                  | Belgien | Jasper Stuyven (TFS) | 1 Pkt. |

| Côte du Puy Saint-Mary Kategorie 3 nach 142,5 km auf 704 m 6,8 km bei 3,9 % |         |                       |        |
| 1.                                                                          | Belgien | Thomas De Gendt (LTS) | 2 Pkt. |
| 2.                                                                          | Ukraine | Andrij Hrywko (AST)   | 1 Pkt. |

| Col de Néronne Kategorie 3 nach 173,5 km auf 1242 m 7,1 km bei 3,0 % |         |                         |        |
| 1.                                                                   | Belgien | Thomas De Gendt (LTS)   | 2 Pkt. |
| 2.                                                                   | Belgien | Greg Van Avermaet (BMC) | 1 Pkt. |

| Pas de Peyrol Kategorie 2 nach 185 km auf 1589 m 5,4 km bei 8,1 % |         |                         |        |
| 1.                                                                | Belgien | Thomas De Gendt (LTS)   | 5 Pkt. |
| 2.                                                                | Belgien | Greg Van Avermaet (BMC) | 3 Pkt. |
| 3.                                                                | Ukraine | Andrij Hrywko (AST)     | 2 Pkt. |
| 4.                                                                | Polen   | Rafał Majka (TNK)       | 1 Pkt. |

| Col du Perthus Kategorie 2 nach 201,5 km auf 1309 m 4,4 km bei 7,9 % |         |                         |        |
| 1.                                                                   | Belgien | Greg Van Avermaet (BMC) | 5 Pkt. |
| 2.                                                                   | Belgien | Thomas De Gendt (LTS)   | 3 Pkt. |
| 3.                                                                   | Ukraine | Andrij Hrywko (AST)     | 2 Pkt. |
| 4.                                                                   | Polen   | Rafał Majka (TNK)       | 1 Pkt. |

| Col de Font de Cère Kategorie 3 nach 213,5 km auf 1294 m 3,3 km bei 5,8 % |         |                         |        |
| 1.                                                                        | Belgien | Greg Van Avermaet (BMC) | 2 Pkt. |
| 2.                                                                        | Belgien | Thomas De Gendt (LTS)   | 1 Pkt. |